# Natale De Carli
Natale De Carli (Crema, 25 dicembre 1918 – Crema, 14 febbraio 1969) è stato un calciatore italiano, di ruolo attaccante.

## Caratteristiche tecniche
Giocava come ala destra, centravanti o mezzala. Era dotato di un potente tiro che sfruttava in occasione dei calci piazzati.

## Carriera
Esordisce nel Crema, con cui partecipa a tre campionati di Serie C tra il 1936 e il 1939. Passa poi in prestito per un anno al Piacenza, sempre in terza serie, con il compito di sostituire Antonio Gemo passato alla Fiorentina; la stagione è negativa, e a fine anno fa ritorno al Crema dove resta fino al 1942.
Nel campionato 1942-1943 sale tra i cadetti con la Cremonese, con cui disputa 25 partite segnando 4 reti. Al termine della guerra torna per la seconda volta al Crema, e quindi milita per sei stagioni nella Soresinese, nelle quali totalizza 84 reti in 176 partite tra Serie C e Promozione. Chiude la carriera a 36 anni giocando prima con la Fulgor di Canonica d'Adda poi per una stagione con la Pergolettese, di cui è stato anche dirigente.
Ritiratosi dal mondo del calcio, muore nel 1969 colpito da un male incurabile.